# ヴィットストックの戦い
ヴィットストックの戦い（ヴィットストックのたたかい、Battle of Wittstock）とは、三十年戦争後期、フランス・スウェーデン戦争において、1636年10月4日、神聖ローマ帝国軍とスウェーデン軍によって行われた戦闘である。劣勢を強いられたスウェーデン軍が勝利し、三十年戦争後期におけるスウェーデンの反撃を機する戦いとなった。

## 概要
1634年のネルトリンゲンの戦いの敗北、1635年の神聖ローマ皇帝によるプラハ条約は、プロテスタント軍の盟主であったスウェーデンの息の根を止められたかに思われた。残るスウェーデンの拠点ポンメルンは、スウェーデン軍と、本国スウェーデンとの最後の連絡線であった。ここを失えばスウェーデンの三十年戦争敗北は決定的であった。スウェーデン軍総司令官であるバネル将軍は、ポンメルンを死守するため、エルベ川沿岸のヴィットストック近郊に陣を敷いた。一方、神聖ローマ皇帝は、ポンメルン奪取を意図し、スウェーデン軍を壊滅させる為に、ザクセン軍を引き連れ、皇帝軍をヴィットストックに派遣する。
皇帝軍は、ハッツフェルト将軍に率いられた25,000、一方、スウェーデン軍は、バネル将軍とトルステンソン将軍に率いられた18,000が陣取っていた。皇帝軍は、平原を突っ切ってスウェーデン軍を攻撃する手はずであった。一方、バネル将軍は、軍を二手に分けて皇帝軍の側面の防御線を外れるほど迂回し、一方本軍は、川を瀬にした背水の陣を敷くという作戦を取った。
スウェーデン軍は、軍を二分した為、皇帝軍の圧倒的な攻撃に晒され日没近くまで苦戦を強いられた。しかし、スウェーデン本軍の囮作戦が成功し、皇帝軍はその場に釘付けにされた。そして別働隊が11キロ迂回し、皇帝軍を側面から襲ったのである。前面に釘付けにされていた皇帝軍は対処できず、大損害を被り大敗を喫したのである。

## 影響
この戦闘は、規模としてはそれ程でもなかったが、スウェーデンにとっては心理的に計り知れない大勝利となった。スウェーデン宰相オクセンシェルナは、この勝利によってスウェーデン本国に帰還する事が出来た。オクセンシェルナは、スウェーデンにおいて、国内を引き締め、スウェーデン軍への内助に徹し、フランス王国との共闘関係を築く事に成功するのである。
一方、敗れた神聖ローマ帝国は、この後、フランス・スウェーデン戦争において守勢に立たされ、挟撃される事になるのである。この戦闘は、結果的に、反ハプスブルク同盟の大反撃を呼び起こし、三十年戦争における一大転機となったのである。